# Amarante Futebol Clube
Maillots
L'Amarante FC est un club de football portugais basé à Amarante dans le nord du Portugal.
Le club évolue en III division Portugaise de Série B.

## Historique
Le club passe cinq saisons en deuxième division entre 1979 et 1989.
Il obtient son meilleur classement en D2 lors de la saison 1980-1981, où il termine 11e de la Poule Nord, avec un total de 10 victoires, 9 matchs nuls et 11 défaites en championnat.